# Connubium
El connubium en el dret romà era la capacitat legal (uxoris jure ducendae facultas) per contreure matrimoni (iusta nuptiae), i s'aplicava a totes les condicions necessàries per fer legal un matrimoni. Era un dret dels ciutadans romans (romanae cives). El connubium tenia limitacions amb els llatins i els peregrins, i estava prohibit casar-se amb esclaus.
En un principi els patricis i els plebeus no es podien casar entre ells, però una llei ja des de m olt antic, la Lex Canuleia de l'any 445 aC, va possibilitar els enllaços entre les dues classes socials romanes. Hi havia altres limitacions pel connubium: segons els grau de consanguinitat (per exemple entre pares i fill ni tan sols adoptius, entre germans però si entre germans per adopció, i altres. El connubium amb nebots de primer grau el va legalitzar l'emperador Claudi, però després va ser altre cop il·legalitzat.
Ulpià explica la distinció entre dos tipus de connubium: cum conventione uxoris in manum viri (per l'acord, esposa en mans de l'home, sota l'autoritat de l'home), i sine in manum conventione (sense acord de submissió). El matrimoni cum conventione in manum es diferenciava de l'anomenat sine conventione, en el que significava per la condició de la dona.
Pel matrimoni cum conventione, l'esposa quedava sota el poder (manus) del seu marit, i si l'home era filiusfamilias o sigui que depenia del seu Pater familias, la dona deixava la seva pròpia família i passava a la família del marit com a filiafamilias, segons diu Ciceró. Al matrimoni sine conventione la dona no quedava sota la potestat del marit, i era una estranya (extranea) a la seva llar, i mantenia la mateixa relació amb la seva pròpia família que abans del matrimoni. No participava en els rituals familiars del seu marit i no tenia cap relació civil amb els seus propis fills.
Un matrimoni cum conventione era una condició necessària per convertir una dona en materfamilias en tot el sentitde la paraula. En el matrimoni sine conventione l'esposa era només uxor, és a dir, una dona i res més. Ciceró diu: «Uxor és un gènere del qual hi ha dues espècies (duae formae): una és la materfamilias, quae in manum convenit, i l’altra només és uxor».
Des de ben aviat, les iusta nuptiae es van celebrar sense que hi hagués submissió al marit, o sigui sine in manum conventione, que va ser el preferit per les dones que volien mantenir la seva independència, fins que va arribar a ser el sistema més freqüent.
Algunes lleis romanes, com ara la lex Julia et Papia Poppaea posaven restriccions a les persones que podien celebrar el connubium, per exemple el matrimoni entre un senador i una lliberta o una prostituta. Altres lleis permetien el connubium entre els ingenus (nascuts lliures de pares que havien estat esclaus) amb dones llibertes.
Si un matrimoni es divorciava cada un dels membres es podia tornar a casar, però si una dona ho feia era considerada impúdica per l'opinió pública. En cas de mort del marit, la vídua guardava un dol de deu mesos (i després d'un any) abans de tornar-se a casar, per causa d'un costum religiós. Hi havia alguns impediments legals pel matrimoni: els eunucs no podien celebrar-lo, ni els impúbers, ja que la finalitat era la procreació. Tampoc es podien casar els que haguessin estat declarats bojos.
Abans del connubium s'acostumava a fer la sponsalia, que no era legalment necessària. Consistia en la promesa d'una noia com a futura esposa a un home. Aquesta promesa la feia el pater familias de la noia, o el tutor, si no en tenia. D'aquest fet se'n deia despondere (prometre en matrimoni). L'home no feia cap promesa, segons el dret romà, però Aulus Gel·li diu que el dret llatí contemplava la promesa que havia de fer el marit. Aquesta promesa de casament s'havia de complir, i si no es realitzava hi havien conseqüències legals.